# Метт Голлінґсворт
Метт Голлінґсворт (англ. Matt Hollingsworth; нар. 17 грудня 1968, Каліфорнія, США) — американський колорист коміксів. Найбільш відомий за обмежену серію «Бетмен: Білий лицар» та саму франшизу «Білий лицар».

## Біографія
Голлінґсворт закінчив школу Куберта у 1991 році і почав отримувати регулярну роботу від Marvel Comics і DC Comics. У 1993 році його взяли на роботу у видавництво Dark Horse Comics як керівника відділу графічного мистецтва. Через рік він повернувся на позаштатну роботу й допоміг запустити удостоєного нагород Проповідника від імпринту DC під назвою Vertigo.
Він працював над багатьма серіями для DC/Vertigo, Marvel та інших, а саме такими як: Catwoman, Batman, Daredevil та Alias. Він отримав премію Айзнера «Кращий колорист/Розмальовка» в 1997 році за роботу над кількома коміксами, включаючи Death: The High Cost of Living. Він був номінований у 2004 році за Жінку-кішку. У 2006 році він зробив кольори для коміксу Вічні, написаного Нілом Ґейманом та намальованим Джоною Ромітою-молодшим. У квітні 2010 року Голлінґсворт підписав ексклюзивний контракт з Marvel. У 2012 році він об'єднався зі сценаристом Меттом Фракцією та художником Девідом Аджей, щоб опублікувати нову тривку серію Hawkeye.
У 2003 році він вступив до школи візуальних ефектів Gnomon в Голлівуді, щоб стати художником візуальних ефектів в кіноіндустрії. Він почав працювати як текстурист і технічний директор над такими фільмами, як «Фантастична четвірка», «Місія Сереніті», «Повернення Супермена» та іншими.
Наприкінці 2006 року Голлінґсворт переїхав до Хорватії, де він живе зі своєю дружиною бранкою і сином Ліамом.

## Нагороди
- 1994: Номінований на «Best Colorist» Eisner Award, за Aliens: Labyrinth, Aliens: Salvation, and Creature from the Black Lagoon[4]
- 1997: Отримав «Best Colorist» Eisner Award, за Preacher, Death: The Time of Your Life, and Challengers of the Unknown[5]
- 2003: Номінований на «Best Colorist» Eisner Award, за Alias, Daredevil, The Filth #1-3, Batman: Nine Lives, Catwoman, and Catwoman: Selina's Big Score[6]
- 2004: Номінований на «Best Colorist» Eisner Award, за Catwoman[7]
- 2014: Номінований на «Best Colorist» Eisner Award, за Hawkeye, Daredevil: End of Days, The Wake[8]